# Zarós
Zarós (en grec moderne : Ζαρός) est un village de Crète, en Grèce, appartenant au dème de Phaistos et au nome d'Héraklion. Selon le recensement de 2011, sa population était de 2 106 habitants.